# غويتر سفلي (مقاطعة كلاردشت)
غويتر سفلي (بالفارسية: گوی‌تر سفلی) هي قرية تقع في قسم بيرون‌بشم الريفي (مقاطعة كلاردشت) في إيران. يقدر عدد سكانها بـ 682 نسمة .